# Indy Lights 2016
Navigation
2015 2017
Le championnat Indy Lights 2016 est la 31e saison du championnat d'Indy Lights. Comportant 18 courses, il démarre le 13 mars à St. Petersburg et se termine le 11 septembre à Monterey

## Engagés
| Équipe                       | Voiture             | No. | Pilote                | Manches         |
| ---------------------------- | ------------------- | --- | --------------------- | --------------- |
| Team Pelfrey                 | Dallara IL-15 Mazda | 2   | Juan Piedrahita       | 1–13            |
| Team Pelfrey                 | Dallara IL-15 Mazda | 2   | Sean Rayhall          | 17-18           |
| Team Pelfrey                 | Dallara IL-15 Mazda | 3   | Scott Hargrove        | 1–8             |
| Team Pelfrey                 | Dallara IL-15 Mazda | 3   | Garett Grist          | 9-10, 12-18     |
| Carlin                       | Dallara IL-15 Mazda | 4   | Félix Serrallés       | Toutes          |
| Carlin                       | Dallara IL-15 Mazda | 11  | Ed Jones              | Toutes          |
| Carlin                       | Dallara IL-15 Mazda | 22  | Neil Alberico         | Toutes          |
| Belardi Auto Racing          | Dallara IL-15 Mazda | 5   | Zach Veach            | Toutes          |
| Belardi Auto Racing          | Dallara IL-15 Mazda | 14  | Felix Rosenqvist      | 1–8, 12-13      |
| Belardi Auto Racing          | Dallara IL-15 Mazda | 45  | James French          | 9-10            |
| Schmidt Peterson Motorsports | Dallara IL-15 Mazda | 7   | RC Enerson            | 1–8             |
| Schmidt Peterson Motorsports | Dallara IL-15 Mazda | 17  | André Negrão          | Toutes          |
| Schmidt Peterson Motorsports | Dallara IL-15 Mazda | 55  | Santiago Urrutia      | Toutes          |
| Schmidt Peterson Motorsports | Dallara IL-15 Mazda | 77  | Scott Anderson        | 1–2, 4-7        |
| Schmidt Peterson Motorsports | Dallara IL-15 Mazda | 77  | Heamin Choi           | 3, 8, 11, 17-18 |
| Juncos Racing                | Dallara IL-15 Mazda | 13  | Zachary Claman DeMelo | Toutes          |
| Juncos Racing                | Dallara IL-15 Mazda | 18  | Kyle Kaiser           | Toutes          |
| Andretti Autosport           | Dallara IL-15 Mazda | 27  | Dean Stoneman         | Toutes          |
| Andretti Autosport           | Dallara IL-15 Mazda | 28  | Dalton Kellett        | Toutes          |
| Andretti Autosport           | Dallara IL-15 Mazda | 51  | Shelby Blackstock     | Toutes          |
| McCormack Racing             | Dallara IL-15 Mazda | 34  | Davey Hamilton Jr.    | 17-18           |

## Calendrier
| No. | Date         | Évènement                    | Circuit                              | Lieu                     |
| --- | ------------ | ---------------------------- | ------------------------------------ | ------------------------ |
| 1   | 12 mars      | Grand Prix de St. Petersburg | Circuit urbain de St. Petersburg (U) | St. Petersburg (Floride) |
| 2   | 13 mars      | Grand Prix de St. Petersburg | Circuit urbain de St. Petersburg (U) | St. Petersburg (Floride) |
| 3   | 2 avril      | Grand Prix de Phoenix        | Phoenix International Raceway (R)    | Avondale (Arizona)       |
| 4   | 23 avril     | Legacy Indy Lights 100       | Barber Motorsports Park (R)          | Birmingham (Alabama)     |
| 5   | 24 avril     | Legacy Indy Lights 100       | Barber Motorsports Park (R)          | Birmingham (Alabama)     |
| 6   | 13 mai       | Grand Prix d'Indianapolis    | Indianapolis Motor Speedway (R)      | Indianapolis (Indiana)   |
| 7   | 14 mai       | Grand Prix d'Indianapolis    | Indianapolis Motor Speedway (R)      | Indianapolis (Indiana)   |
| 8   | 27 mai       | Freedom 100                  | Indianapolis Motor Speedway (R)      | Indianapolis (Indiana)   |
| 9   | 25 juin      | Grand Prix du Road America   | Road America (R)                     | Elkhart Lake (Wisconsin) |
| 10  | 26 juin      | Grand Prix du Road America   | Road America (R)                     | Elkhart Lake (Wisconsin) |
| 11  | 10 juillet   | Iowa Corn 100                | Iowa Speedway (O)                    | Newton (Iowa)            |
| 12  | 16 juillet   | Grand Prix de Toronto        | Parc des expositions de Toronto (U)  | Toronto (Ontario)        |
| 13  | 17 juillet   | Grand Prix de Toronto        | Parc des expositions de Toronto (U)  | Toronto (Ontario)        |
| 14  | 30 juillet   | Grand Prix du Mid-Ohio       | Mid-Ohio Sports Car Course (R)       | Lexington (Ohio)         |
| 15  | 31 juillet   | Grand Prix du Mid-Ohio       | Mid-Ohio Sports Car Course (R)       | Lexington (Ohio)         |
| 16  | 4 septembre  | Grand Prix de Watkins Glen   | Watkins Glen International (U)       | Watkins Glen (New York)  |
| 17  | 10 septembre | Grand Prix de Monterey       | Mazda Raceway Laguna Seca (R)        | Monterey (Californie)    |
| 18  | 11 septembre | Grand Prix de Monterey       | Mazda Raceway Laguna Seca (R)        | Monterey (Californie)    |

Légende :
- (U) : circuit temporaire urbain
- (R) : circuit routier
- (O) : circuit ovale

Les évènements en gras ont les points doublés.

## Résultats du championnat
| no | Date         | Course                                  | Lieu           | Vainqueur        | Écurie                       | Pole position    | Record du tour        | Résumé |
| -- | ------------ | --------------------------------------- | -------------- | ---------------- | ---------------------------- | ---------------- | --------------------- | ------ |
| 1  | 12 mars      | Grand Prix de St. Petersburg I          | St. Petersburg | Félix Serrallés  | Carlin                       | Kyle Kaiser      | Zach Veach            | Résumé |
| 2  | 13 mars      | Grand Prix de St. Petersburg II         | St. Petersburg | Felix Rosenqvist | Belardi Auto Racing          | Felix Rosenqvist | Felix Rosenqvist      | Résumé |
| 3  | 2 avril      | Grand Prix de Phoenix                   | Avondale       | Kyle Kaiser      | Juncos Racing                | Kyle Kaiser      | Kyle Kaiser           | Résumé |
| 4  | 23 avril     | Grand Prix d'Alabama I                  | Birmingham     | Ed Jones         | Carlin                       | Ed Jones         | Santiago Urrutia      | Résumé |
| 5  | 24 avril     | Grand Prix d'Alabama II                 | Birmingham     | Santiago Urrutia | Schmidt Peterson Motorsports | Ed Jones         | Santiago Urrutia      | Résumé |
| 6  | 13 mai       | Grand Prix d'Indianapolis I             | Indianapolis   | Ed Jones         | Carlin                       | Ed Jones         | Zachary Claman DeMelo | Résumé |
| 7  | 14 mai       | Grand Prix d'Indianapolis II            | Indianapolis   | Dean Stoneman    | Andretti Autosport           | Ed Jones         | Felix Rosenqvist      | Résumé |
| 8  | 27 mai       | Freedom 100                             | Indianapolis   | Dean Stoneman    | Andretti Autosport           | Ed Jones         | Neil Alberico         | Résumé |
| 9  | 25 juin      | Grand Prix automobile d'Elkhart Lake I  | Elkhart Lake   | Zach Veach       | Belardi Auto Racing          | Zach Veach       | Zachary Claman DeMelo | Résumé |
| 10 | 26 juin      | Grand Prix automobile d'Elkhart Lake II | Elkhart Lake   | Santiago Urrutia | Schmidt Peterson Motorsports | Ed Jones         | Dean Stoneman         | Résumé |
| 11 | 10 juillet   | Grand Prix de l'Iowa                    | Newton         | Félix Serrallés  | Carlin                       | Ed Jones         | Zach Veach            | Résumé |
| 12 | 16 juillet   | Grand Prix de Toronto I                 | Toronto        | Felix Rosenqvist | Belardi Auto Racing          | Felix Rosenqvist | Felix Rosenqvist      | Résumé |
| 13 | 17 juillet   | Grand Prix de Toronto II                | Toronto        | Felix Rosenqvist | Belardi Auto Racing          | Felix Rosenqvist | Félix Serrallés       | Résumé |
| 14 | 30 juillet   | Grand Prix du Mid-Ohio I                | Lexington      | Santiago Urrutia | Schmidt Peterson Motorsports | Santiago Urrutia | Santiago Urrutia      | Résumé |
| 15 | 31 juillet   | Grand Prix du Mid-Ohio II               | Lexington      | Santiago Urrutia | Schmidt Peterson Motorsports | Santiago Urrutia | Félix Serrallés       | Résumé |
| 16 | 4 septembre  | Grand Prix de Watkins Glen              | Watkins Glen   | Zach Veach       | Belardi Auto Racing          | Santiago Urrutia | Dean Stoneman         | Résumé |
| 17 | 10 septembre | Grand Prix de Monterey I                | Indianapolis   | Kyle Kaiser      | Juncos Racing                | Kyle Kaiser      | Kyle Kaiser           | Résumé |
| 18 | 11 septembre | Grand Prix de Monterey II               | Monterey       | Zach Veach       | Belardi Auto Racing          | Ed Jones         | Zach Veach            | Résumé |

## Classement du championnat
| Pos. | Pilote                | STP | STP | PHX | ALA | ALA | IND | IND | INDY | RDA | RDA | IOW | TOR | TOR | MOH | MOH | WGL | LAG | LAG | Pts |
| ---- | --------------------- | --- | --- | --- | --- | --- | --- | --- | ---- | --- | --- | --- | --- | --- | --- | --- | --- | --- | --- | --- |
| 1    | Ed Jones              | 10  | 7   | 2   | 1*  | 2   | 1*  | 4   | 21   | 4   | 13  | 31  | 6   | 5   | 6   | 11  | 2   | 2   | 4   | 363 |
| 2    | Santiago Urrutia      | 4   | 13  | 4   | 11  | 1*  | 2   | 2   | 14   | 9   | 1*  | 5   | 4   | 4   | 1*  | 1*  | 12  | 5   | 2   | 361 |
| 3    | Kyle Kaiser           | 3   | 2   | 1*  | 15  | 6   | 6   | 3   | 16   | 6   | 6   | 6   | 3   | 3   | 9   | 6   | 4   | 1*  | 3   | 334 |
| 4    | Zach Veach            | 16* | 3   | 8   | 3   | 10  | 5   | 10  | 10   | 1*  | 3   | 2*  | 9   | 6   | 5   | 4   | 1*  | 3   | 1*  | 332 |
| 5    | Dean Stoneman         | 8   | 6   | 5   | 16  | 3   | 3   | 1*  | 1*   | 2   | 9   | 4   | 5   | 14  | 3   | 2   | 10  | 13  | 9   | 316 |
| 6    | Félix Serrallés       | 1   | 4   | 7   | 2   | 15  | 7   | 5   | 6    | 3   | 14  | 1   | 2   | 10  | 4   | 10  | 7   | 8   | 5   | 311 |
| 7    | André Negrão          | 6   | 5   | 6   | 8   | 11  | 9   | 16  | 15   | 10  | 2   | 13  | 11  | 2   | 2   | 3   | 3   | 9   | 6   | 268 |
| 8    | Shelby Blackstock     | 14  | 11  | 14  | 4   | 5   | 10  | 7   | 4    | 13  | 5   | 12  | 10  | 9   | 8   | 5   | 6   | 10  | 11  | 227 |
| 9    | Zachary Claman DeMelo | 11  | 16  | 11  | 5   | 7   | 13  | 14  | 13   | 5   | 4   | 8   | 13  | 13  | 7   | 7   | 9   | 12  | 7   | 199 |
| 10   | Dalton Kellett        | 15  | 10  | 10  | 9   | 9   | 16  | 12  | 3    | 14  | 12  | 9   | 8   | 11  | 11  | 9   | 11  | 7   | 13  | 193 |
| 11   | Neil Alberico         | 12  | 15  | 9   | 12  | 14  | 11  | 13  | 7    | 11  | 11  | 11  | 12  | 8   | 12  | 8   | 5   | 6   | 10  | 193 |
| 12   | Felix Rosenqvist      | 7   | 1*  | 15  | 14  | 8   | 4   | 6   | 9    |     |     |     | 1*  | 1*  |     |     |     |     |     | 185 |
| 13   | Juan Piedrahita       | 9   | 8   | 12  | 7   | 16  | 15  | 11  | 8    | 12  | 7   | 7   | 14  | 12  |     |     |     |     |     | 135 |
| 14   | RC Enerson            | 5   | 12  | 3   | 6   | 4   | 8   | 15  | 11   |     |     |     |     |     |     |     |     |     |     | 111 |
| 15   | Garett Grist          |     |     |     |     |     |     |     |      | 7   | 10  |     | 7   | 7   | 10  | 12  | 8   | 11  | 15  | 102 |
| 16   | Scott Hargrove        | 2   | 14  | 13  | 13  | 12  | 14  | 9   | 5    |     |     |     |     |     |     |     |     |     |     | 93  |
| 17   | Scott Anderson        | 13  | 9   |     | 10  | 13  | 12  | 8   |      |     |     |     |     |     |     |     |     |     |     | 61  |
| 18   | Heamin Choi           |     |     | 16  |     |     |     |     | 12   |     |     | 10  |     |     |     |     |     | 15  | 12  | 40  |
| 19   | Sean Rayhall          |     |     |     |     |     |     |     |      |     |     |     |     |     |     |     |     | 4   | 8   | 32  |
| 20   | James French          |     |     |     |     |     |     |     |      | 8   | 8   |     |     |     |     |     |     |     |     | 26  |
| 21   | Davey Hamilton Jr.    |     |     |     |     |     |     |     |      |     |     |     |     |     |     |     |     | 14  | 14  | 14  |
| Pos. | Pilote                | STP | STP | PHX | ALA | ALA | IND | IND | INDY | RDA | RDA | IOW | TOR | TOR | MOH | MOH | WGL | LAG | LAG | Pts |